# Falklandskarakara
Falklandskarakara (Phalcoboenus napieri) är en förhistorisk utdöd fågel i familjen falkar inom ordningen falkfåglar. Fågeln beskrevs 2016 utifrån subfossila lämningar funna på Falklandsöarna. Fågelns vetenskapliga namn hedrar Roddy Napier, ägare av West Point Island i Falklandsöarna.